# Epidendrum longicaule
Epidendrum longicaule är en orkidéart som först beskrevs av Louis Otho Otto Williams, och fick sitt nu gällande namn av Louis Otho Otto Williams. Epidendrum longicaule ingår i släktet Epidendrum och familjen orkidéer. Inga underarter finns listade i Catalogue of Life.